# Hookeriopsis mittenii
Hookeriopsis mittenii är en bladmossart som beskrevs av Potier de la Varde 1927. Hookeriopsis mittenii ingår i släktet Hookeriopsis och familjen Hookeriaceae. Inga underarter finns listade i Catalogue of Life.